# Оргозоло
Оргозоло (итал. Orgosolo) је насеље у Италији у округу Нуоро, региону Сардинија.
Према процени из 2011. у насељу је живело 4342 становника. Насеље се налази на надморској висини од 605 м.

## Становништво
Према резултатима пописа становништва 2011. у општини је живело 4.347 становника.
| 1931. | 1936. | 1951. | 1961. | 1971. | 1981. | 1991. | 2001. | 2011. |
| ----- | ----- | ----- | ----- | ----- | ----- | ----- | ----- | ----- |
| 3.411 | 3.563 | 4.250 | 4.638 | 4.801 | 4.896 | 4.779 | 4.538 | 4.347 |